# Luvsangiyn Erdenechuluun
Luvsangiyn Erdenechuluun (mongol : Лувсангийн Эрдэнэчулуун), né le 10 octobre 1948 à Oulan-Bator, est un homme politique mongol, ministre des Affaires étrangères d'août 2000 jusqu'en septembre 2004. 

## Biographie
Luvsangiyn Erdenechuluun est membre du Parti révolutionnaire du peuple mongol, l'ancien parti unique et communiste devenu social-démocrate.
D'août 2000 à septembre 2004, Luvsangiyn Erdenechuluun exerce la fonction de ministre des Affaires étrangères. En 2000 et en 2002, il représente son pays à l'Assemblée générale des Nations-unies.
Les élections législatives du 27 juin 2004 sont une déroute pour le PRPM et Erdenechuluun perd son poste ministériel. En 2005, il fonde la Human Security Research Center destinée à enquêter sur la traite des êtres humains.
Luvsangiyn Erdenechuluun est le fils de Sonomyn Luvsan, un homme politique mongol.